# Bissula paradoxa
Bissula paradoxa is een hooiwagen uit de familie Gonyleptidae. De wetenschappelijke naam van Bissula paradoxa gaat terug op Roewer.